# Christian von Schmaltz

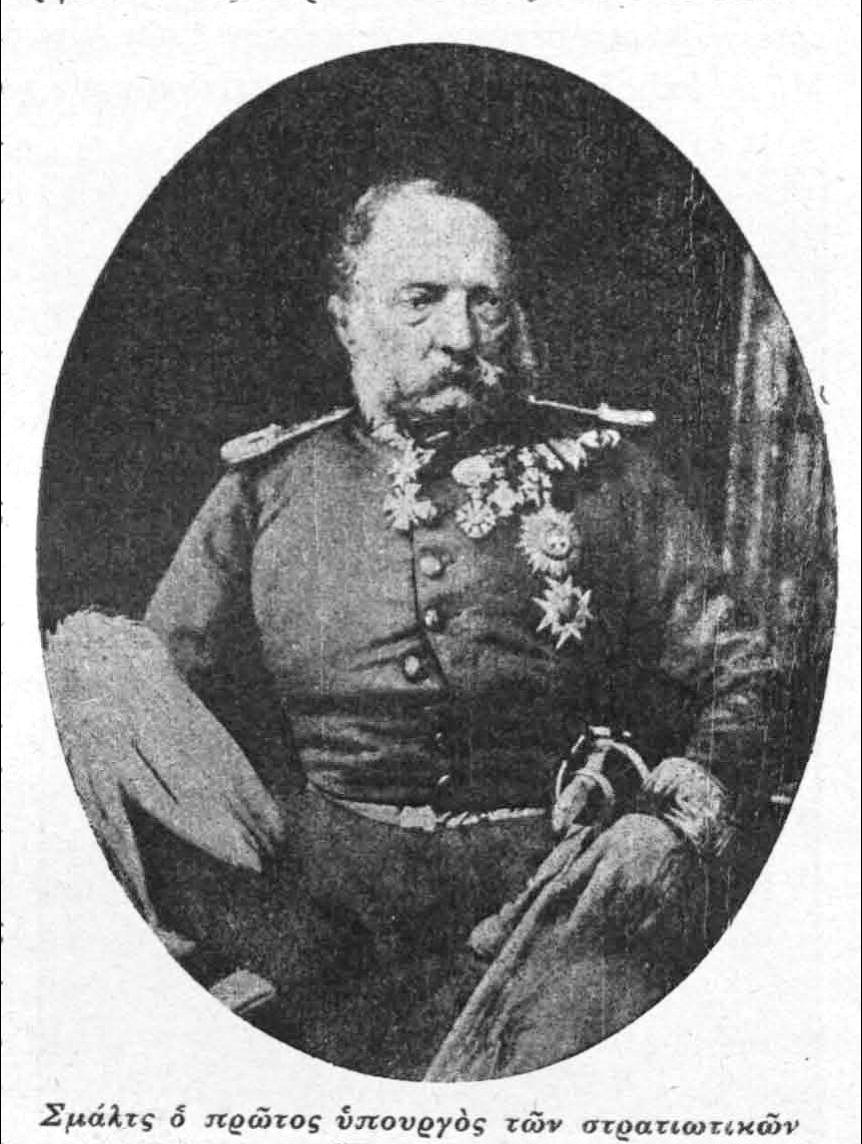
Christian von Schmaltz

Johann Heinrich Christian Maria Schmaltz, ab 1850 Ritter von Schmaltz (* 26. September 1787 in Homburg, Herzogtum Pfalz-Zweibrücken, Schloss Karlsberg; † 28. April 1865 in Ansbach) war ein pfälzisch-bayerischer Adeliger, Offizier und griechischer Kriegsminister. Er baute die ersten griechischen Streitkräfte nach der Unabhängigkeit des Landes auf, weshalb er auch „Vater der griechischen Armee“ genannt wird.

## Biografie
Schmaltz wurde auf Schloss Karlsberg im heutigen Saarland geboren und war der Sohn von Johann Philipp Schmaltz aus Landau in der Pfalz, Regierungsrat und Kabinettsekretär des Herzogs Karl II. von Zweibrücken. Die Mutter hieß Maria Magdalena geb. Leclerc, Tochter des Hofmalers Jakob Friedrich Leclerc.
Nach Ausbildung im Bayerischen Kadettenkorps und an der Bayerischen Kriegsakademie in München machte Schmaltz in der Bayerischen Armee die Feldzüge zwischen 1805 und 1814 mit. Am 25. April 1814 zeichnete man ihn für Tapferkeit in den Schlachten von Bar-sur-Aube und Arcis-sur-Aube mit dem preußischen Orden Pour le Mérite aus. Für seine Verdienste um Bayern erhob ihn König Max I. Joseph 1817 in den erblichen Adelsstand.
1832 ernannte König Ludwig I. den Offizier zum Inspekteur des Bayerischen Hilfskorps für Griechenland. Schmaltz begleitete dessen Sohn, König Otto I., zur Regierungsübernahme nach Griechenland. Anfangs war er Generalinspekteur der neu aufzustellenden griechischen Truppen und  amtierte vom 13. Juni 1833 bis 23. März 1834 und erneut vom 22. Juni 1835 bis 14. Juli 1841 als Kriegsminister des Königreichs Griechenland. Er baute die Streitkräfte des gerade erst unabhängig gewordenen Landes völlig neu auf, was ihm den inoffiziellen Ehrentitel „Vater der griechischen Armee“ eintrug.
1841 war in Griechenland der politische Unmut über Ausländer so stark angewachsen, dass Schmaltz als letzter Minister nicht-griechischer Nationalität abtreten musste und in das Königreich Bayern zurückkehrte. Hier wurde er 1842 Kommandant der Festung Germersheim im Rheinkreis, 1845 avancierte er zum Generalmajor und übernahm die 3. Kavalleriebrigade in Ansbach. 1849 kommandierte er das bayerische Truppenkontingent, das am Bundesfeldzug gegen Dänemark teilnahm, 1850 war er zum Chef der 2. Bayerischen Kavalleriedivision aufgerückt.
Sein Sohn Christian von Schmaltz veröffentlichte 1911 ein Gedenkbüchlein über den Vater mit dem Titel Aus dem Leben des Generalmajors von Schmaltz mit besonderer Berücksichtigung des Zuges nach Griechenland.

## Auszeichnungen
Ausgezeichnet mit dem erwähnten Orden Pour le Mérite, war Schmaltz seit 1850 auch Ritter des Verdienstordens der Bayerischen Krone. Daneben trug er das Großkreuz des griechischen Erlöser-Ordens, das Großkreuz der Französischen Ehrenlegion, den preußischen Roten-Adler-Orden II. Klasse, das Kommandeurskreuz 1. Klasse des schwedischen Schwertordens und das Ritterkreuz des russischen St.-Andreas-Ordens.

## Familienverhältnisse
Christian von Schmaltz heiratete am 12. Juli 1821 Freiin Henriette Fuchs von Bimbach, die allerdings bereits 1828 verstarb. 1843 heiratete er in zweiter Ehe Marie Elise Adelheid von Zandt (1817–1863), die Tochter des Generalmajors Leopold Balduin von Zandt. Aus dieser Verbindung gingen der einzige Sohn und zwei Töchter hervor. Die jüngste Tochter vermählte sich 1869 mit Philipp Ludwig Freiherr von Seefried auf Buttenheim. Beider Sohn, Otto Ludwig Philipp von Seefried auf Buttenheim, ehelichte 1893 in einer damals spektakulären Liebesheirat die wittelsbacher Prinzessin Elisabeth Marie von Bayern (1874–1957). Eine Tochter aus dieser Verbindung (Auguste von Seefried auf Buttenheim) wurde die Frau des Bayernprinzen und Historikers Adalbert von Bayern (1886–1970).